# 水越潔
水越 潔（みずこし きよし、1922年7月26日 - 1999年12月22日）は、日本の経営学者・会計学者。経営学博士（論文博士・1973年）（学位論文「オーストラリア株式資本の一考察」）。明治大学名誉教授。

## 略歴
東京出身。明治大学経済学科卒、1973年「オーストラリア株式資本の一考察」で経営学博士の学位を取得。明治大学経済学部助教授、教授を務め、1991年退任、名誉教授となり、文京女子大学副学長を務めた。

## 著書
- 『予算による経営統制 第1部』文雅堂書店 1955
- 『経営財務の基本問題』泉文堂 新経営学選書　1957
- 『証券資本集中論』泉文堂 1965
- 『会社財務の諸問題』国元書房 1972
- 『株式会社財務論』泉文堂 1977

### 共編著
- 『会計学用語辞典』角谷光一共編 学文社 1971
- 『財務管理論 50論題と解説 経営学要説』編 法学書院 1975
- 『図説株式会社の財務 目でみる会社財務の理論と実際』編著 泉文堂 1977
- 『目でみる会社財務』編著 泉水堂 1982
- 『株式会社財務の基礎』編著 中央経済社 1983
- 『新金融証券市場と会社財務』編著 税務経理協会 1988
- 『財務制度の現状と課題』編 中央経済社 1990
- 『テキスト株式会社財務』編著 中央経済社 1992
- 『会社財務制度の史的展開』編 財務制度研究会著 税務経理協会 1998

## 論文
- <水越潔